# 軍用地
軍用地（ぐんようち、英語: military reservation）とは、軍隊の基地（軍事基地）等に使用される土地のこと。

## 概要
陸軍の駐屯地、海軍の軍港、空軍の飛行場に使用されるもののほか、演習場、弾薬庫等にも広大な土地が使用されている。また、広義では軍人の為の専用住宅地や病院、専用ゴルフ場等に使用される土地も含む。
多くが軍（つまり国）が所有する国有地であるが、国以外の法人・私人が所有する私有地を賃借している場合もある。
また、軍隊が基地等を設ける場合においては戦略な理由が優先されるため、その土地の買収・収用または賃貸借契約の過程において、土地の所有者の意向とは異なる、強制的・半強制的な措置が行われ社会問題となる例もある。
反対に、軍隊の戦略の変化等の理由により遊休地化したり、都市の発展の妨げになる等の理由から、別の用途に転用、または私有地として返還される例もある。一般に、駐屯地や演習場、軍港、飛行場として利用されていた土地は広大であることが多く、都市部においてはまとまった土地として公園や都市再開発などに利用される例がある。
日本の例：東京都の代々木公園、昭和記念公園、中央公園 (東京都北区)、横浜市の根岸森林公園、大阪市の大阪城公園、沖縄県の残波岬公園、那覇新都心等。
また、日本国外でも香港の旧イギリス軍基地が香港公園に整備され、ソウル市内で在韓米軍が基地として使用していた土地が返還されることとなり竜山公園建設が計画されるなどしている。